# Kunigiaupis
Kunigiaupis je říčka na západě Litvy (Telšiaiský kraj) v Žemaitsku na Žemaitijské vysočině. Pramení 1,5 km na jihovýchod od vsi Kungiai, okres Rietavas. Je dlouhá 6,3 km, což je mnohem více, než délka říčky Alkupis (3,6 km), do které se vlévá. Říčka teče zpočátku směrem západním, záhy se stáčí k severu, přibírá nevýznamný pravý přítok, křižuje silnici č. 3204 Daugėdai - Medingėnai, po soutoku s dvěma nevýznamnými pravými přítoky se stáčí k jihozápadu a křižuje zpět silnici č. 3204, za kterou ve vsi Kungiai se stáčí k jihu a potom ostře k západu, zde ještě ve vsi Kungiai postupně přibírá tři nevýznamné levé přítoky a protéká Kungajským rybníkem. Dále protéká ve městě Daugėdai, I. Daugėdský rybník, přes který vede opět silnice č. 3204. Za tímto rybníkem přibírá pravý přítok a vzápětí se vlévá do II. Daugėdského rybníka. Hlavní osu tohoto rybníka se třemi nevelkými zálivy tvoří koryto Kunigiaupisu. Do třetího zálivu, který je těsně u hráze rybníka, přitéká Alkupis, jehož pravým přítokem Kunigiaupis je. (2 km na jih od města je ještě Daugėdské jezero). Místo soutoku je vzdáleno 0,9 km od ústí Alkupisu do řeky Minija.

## Přítoky
Kunigiaupis má jen nevýznamné přítoky: 4 pravé a 3 levé.